# Julian Terrell
Julian James Terrell (Akron, 16 aprile 1984) è un allenatore di pallacanestro ed ex cestista statunitense.